# Општина Крецени (Валча)
Крецени (рум. Creţeni) општина је у Румунији у округу Валча.
Oпштина се налази на надморској висини од 184 m.